# Tachycineta
Tachycineta – rodzaj ptaków z rodziny jaskółkowatych (Hirundinidae).

## Występowanie
Rodzaj obejmuje gatunki występujące w Ameryce.

## Morfologia
Długość ciała 11–15 cm, masa ciała 10–25,5 g.

## Systematyka

### Etymologia
Greckie ταχυκινητος takhukinētos – „szybko się poruszać” < ταχυς takhus – szybki; κινεω kineō – „ruszać się”.

### Podział systematyczny
Do rodzaju należą następujące gatunki:
- Tachycineta bicolor (Vieillot, 1808) – nadobniczka drzewna
- Tachycineta thalassina (Swainson, 1827) – nadobniczka białoskrzydła
- Tachycineta euchrysea (Gosse, 1847) – nadobniczka złotawa
- Tachycineta cyaneoviridis (H. Bryant, 1859) – nadobniczka modroskrzydła
- Tachycineta stolzmanni (R.A. Philippi Sr., 1902) – nadobniczka białorzytna
- Tachycineta albilinea (Lawrence, 1863) – nadobniczka namorzynowa
- Tachycineta albiventer (Boddaert, 1783) – nadobniczka zielono-biała
- Tachycineta leucorrhoa (Vieillot, 1817) – nadobniczka błękitna
- Tachycineta leucopyga (Meyen, 1834) – nadobniczka biało-niebieska